# M-50
La M-50, llamada oficialmente Circunvalación de Madrid, es la más exterior de las carreteras de circunvalación de Madrid y su área metropolitana. La autopista tiene una longitud de 85 kilómetros y forma de herradura abierta por el norte, discurriendo a una distancia media de 13,5 km de la Puerta del Sol. La autopista es de la titularidad de la Dirección General de Carreteras del Ministerio de Transportes, Movilidad y Agenda Urbana y está gestionada por el sistema de peaje en la sombra, cuya concesionaria es Accesos de Madrid.

## Nomenclatura
La denominación M-50 nace de ser esta autopista teóricamente el quinto cinturón de circunvalación de Madrid.
El primer cinturón (M-10) estaría formado por las calles que siguen el antiguo trazado de la cerca de Felipe IV que antiguamente circundó la ciudad (las rondas): parte baja de la Cuesta de la Vega, Ronda de Segovia, Puerta de Toledo, Ronda de Toledo, Glorieta de Embajadores, Ronda de Valencia, Ronda de Atocha, Glorieta de Atocha, tapia interior del Parque del Retiro (actualmente, Calle de Menéndez Pelayo, el primer tramo de la Calle de O'Donnell y Calle de Alcalá), Paseo de Recoletos hasta la actual Plaza de Colón, y los «bulevares».
El segundo cinturón (M-20) estaría formado por los límites del Ensanche: Avenida de la Reina Victoria, calle de Raimundo Fernández Villaverde, calle de Joaquín Costa, calle de Francisco Silvela, calle del Doctor Esquerdo y calle de Pedro Bosch.
Por último, el tercer cinturón y cuarto cinturón serían, respectivamente, las autopistas de circunvalación M-30 y M-40. Existe asimismo otra vía de circunvalación parcial entre la M-40 y la M-50, gestionada también, con el sistema de peaje en la sombra, y de competencia autonómica, llamada M-45.

## Historia

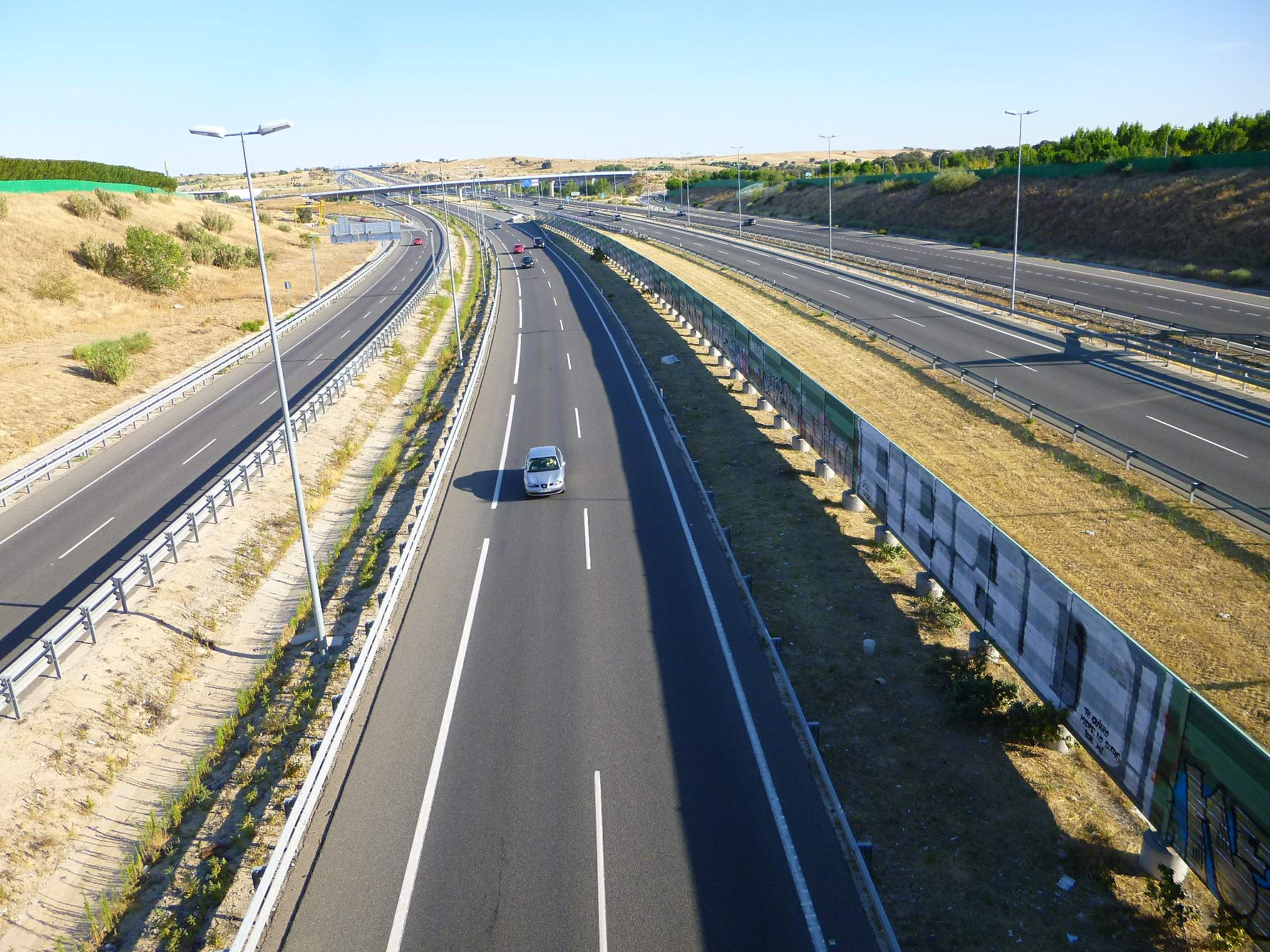
La M-50 a su paso por Boadilla del Monte

La autopista empezó a construirse en 1990, desde la A-4 a la altura de Getafe hasta la M-409 a la altura de Fuenlabrada (originalmente se había puesto en servicio en 1986, como antigua circunvalación norte de Fuenlabrada y solo era la única calzada de un carril por sentido), a este tramo se le conoció con "Vía del Culebro", por un arroyo cercano. Se trata del tramo sur hormigonado. Fue construido además, otro tramo desde Majadahonda hasta la A-6 a la altura de Las Rozas de Madrid, como parte de la autovía M-503, para ser incorporado posteriormente a la M-50. Posteriormente, fue cuando se amplió desde la A-4 hasta la A-3 y seguidamente hasta la A-1 a la altura de San Sebastián de los Reyes y completando el tramo A-4-Majadahonda en 2004.
Debido al hallazgo en 2003 de un yacimiento de minas de sílex en Vicálvaro se tuvieron que parar las obras entre la M-45 y la A-3. Finalmente se modificó ligeramente el trazado en esta zona, y el 26 de junio de 2007 se concluyó el tramo comprendido entre la A-3 y la M-45.
Para la ejecución de la M-50 se emplearon las mismas constructoras que construyeron las autopistas radiales, ya que por contrato tenían también que ejecutar partes de la circunvalación. Finalmente la M-50 soporta tráficos un 30% superiores a lo estimado previamente.
Algunos políticos regionales pertenecientes al gobierno autonómico de Madrid, con la presidencia de Esperanza Aguirre llegaron a estudiar la posibilidad de que la Comunidad de Madrid terminara la circunvalación entre la A-6 y la A-1, pasando bajo El Pardo mediante la construcción de un túnel, y con una autopista de peaje físico directo que se denominaría M-61, que cerrase "de facto" el anillo de la M-50. Pero por el momento, la redacción y posterior realización de un proyecto en este sentido está paralizado, debido por un lado a los graves problemas económicos y medioambientales que enfrentaría su construcción, y por otro lado, a la oposición total de la Dirección General de Carreteras del Ministerio de Transportes, Movilidad y Agenda Urbana, que ya ha manifestado que no autorizará su unión con la M-50. Al ser esta última parte de la Red de Carreteras del Estado, su construcción sin acuerdo con el Gobierno no tendría sentido, ya que no cumpliría su función de descongestionar la M-40.

## Trazado
Localidades y principales vías por las que discurre la M-50:
- San Sebastián de los Reyes A-1
- Aeropuerto de Madrid-Barajas R-2
- Paracuellos de Jarama M-111
- Ajalvir M-113
- R-2
- INTA M-115
- Torrejón de Ardoz A-2
- Coslada Autopista M-21
- San Fernando de Henares M-206
- Autopista M-45
- R-3
- Rivas-Vaciamadrid A-3
- M-31
- Perales del Río M-301
- Pinto A-4
- R-4
- Getafe Autovía A-42
- Leganés. Fuenlabrada M-409
- Parque de Polvoranca M-407
- Autopista de peaje R-5
- Móstoles M-506
- Alcorcón
- A-5
- M-506
- Villaviciosa de Odón
- Boadilla del Monte M-501
- Majadahonda M-503
- Las Rozas de Madrid M-505
- A-6

## Tramos
| Denominación | Tramo | Kilómetros | Año servicio                                              |
| ------------ | --- | ---------- | --------------------------------------------------------- |
| M-50         | San Sebastián de los Reyes A-1 - R-2 - Torrejón de Ardoz A-2 | 16,4       | 2003                                                      |
| M-50 M-45    | Torrejón de Ardoz A-2 - San Fernando de Henares M-45 | 6,6        | 2002                                                      |
| M-50         | San Fernando de Henares M-45 - Rivas-Vaciamadrid A-3 | 7,5        | 2007                                                      |
| M-50         | Rivas-Vaciamadrid A-3 - Enlace M-31 | 6          | 2004                                                      |
| M-50         | Enlace M-31 - Getafe A-4 | 8,5        | 2004                                                      |
| M-50         | Getafe A-4 - Fuenlabrada M-409 | 9,7        | 1994                                                      |
| M-50         | Fuenlabrada M-409 - Móstoles A-5 | 7,7        | 2003                                                      |
| M-50         | Móstoles A-5 - Majadahonda Sur M-503 | 12,8       | 2004                                                      |
| M-50         | Majadahonda Sur M-503 - Las Rozas de Madrid Oeste M-505 Tramo original: Majadahonda Sur M-503 - Las Rozas de Madrid Oeste M-505 Tramo ampliado: Majadahonda Sur M-503 - Majadahonda Oeste M-509 | 5 3,1      | 2 carriles por sentido: 1993 3 carriles por sentido: 2003 |
| M-50         | Las Rozas de Madrid Oeste M-505 - Las Rozas de Madrid Norte A-6 | 4,3        | 1993                                                      |

## Salidas
| Elemento | Nombre de salida (sentido horario)/Ver de arriba-abajo                                               | Número de salida | Nombre de salida (sentido antihorario)/Ver de abajo-arriba                               | Carretera que enlaza | Notas                             |
| -------- | --- | ---------------- | ---------------------------------------------------------------------------------------- | -------------------- | --------------------------------- |
|          | A-1                                                                                                  |                  | Madrid - Burgos Continúa por A-1                                                         | E-5 A-1              |                                   |
|          | Madrid - Aeropuerto M-40 Sentido A-6                                                                 | 4                | Madrid - Aeropuerto M-40 Sentido A-6                                                     | R-2                  |                                   |
|          | Paracuellos - Fuente el Saz de Jarama                                                                | 5                | Paracuellos - Fuente el Saz de Jarama                                                    | M-111                |                                   |
|          | Guadalajara - Zaragoza                                                                               | 8                |                                                                                          | R-2                  |                                   |
|          | Ajalvir - Daganzo de Arriba - Paracuellos                                                            | 10               | Ajalvir - Daganzo de Arriba - Paracuellos                                                | M-113                |                                   |
|          | | 8                | Guadalajara - Zaragoza                                                                   | R-2                  |                                   |
|          | I.N.T.A - Torrejón de Ardoz                                                                          | 13               | Ajalvir - Daganzo de Arriba - Paracuellos                                                | M-113                |                                   |
|          | Madrid - Zaragoza Aeropuerto Feria de Madrid - Coslada - San Fernando de Henares - Torrejón de Ardoz | 17               |                                                                                          | E-90 A-2 M-21 M-206  |                                   |
|          | | 33               | Madrid - Zaragoza Aeropuerto Feria de Madrid                                             | E-90 A-2             |                                   |
|          | Coslada - M-40                                                                                       | 19 A-B           | Torrejón de Ardoz - Parque Empresarial - Zona Industrial - Coslada M-40                  | M-21                 | Salida por las calzadas laterales |
|          | Torrejón de Ardoz - San Fernando de Henares                                                          | 17               | Torrejón de Ardoz - San Fernando de Henares                                              | M-206                | Salida por las calzadas laterales |
|          | | 32               | M-40 Feria de Madrid Aeropuerto - Zaragoza - San Fernando de Henares - Torrejón de Ardoz | M-21 E-90 A-2 M-206  | Salida por las calzadas centrales |
|          | R-3 - Valencia - A-3 E-901 Valencia A-4 A-42                                                         |                  |                                                                                          | M-45                 | Incorporación de dicha autovía    |
|          | Madrid - Valencia                                                                                    | 26               | Madrid - Valencia                                                                        | R-3                  |                                   |
|          | Madrid - Valencia                                                                                    | 31               | Madrid - Valencia                                                                        | A-3 E-901            |                                   |
|          | Área de Servicio Valdemingómez                                                                       | -                | Área de Servicio Valdemingómez                                                           |                      |                                   |
|          | Madrid M-40 M-45                                                                                     | 37               | Todas las direcciones M-40 M-45                                                          | M-31                 |                                   |
|          | Túnel Perales del Río 665 m                                                                          |                  | Túnel de Perales Río 665 m                                                               |                      |                                   |
|          | Perales del Río - San Martín de la Vega                                                              | 41               | Perales del Río - San Martín de la Vega                                                  | M-301                |                                   |
|          | Madrid - Cádiz Área empresarial Andalucía C.L.A – Centro Comercial                                   | 46               | Madrid - Cádiz                                                                           | E-5 A-4              |                                   |
|          | Aranjuez - Ocaña - Cádiz                                                                             | 48               | Aranjuez - Ocaña - Cádiz - Área empresarial Andalucía C.L.A.- Centro Comercial           | R-4                  |                                   |
|          | Getafe - Madrid - Toledo                                                                             | 51               | Getafe - Madrid - Toledo                                                                 | A-42 M-506           |                                   |
|          | Vía de Servicio - Fuenlabrada - Getafe                                                               | 53               | Vía de Servicio - Fuenlabrada - Getafe                                                   |                      |                                   |
|          | Leganés                                                                                              | 53               | M-409                                                                                    |                      |                                   |
|          | | 55               | Leganés                                                                                  | M-409                |                                   |
|          | Fuenlabrada - Leganés                                                                                | B                | M-407                                                                                    |                      |                                   |
|          | Fuenlabrada                                                                                          | C                |                                                                                          | M-409                |                                   |
|          | Madrid M-40                                                                                          | 56               |                                                                                          | R-5                  |                                   |
|          | Móstoles - Toledo - Badajoz                                                                          | 58               |                                                                                          | R-5                  |                                   |
|          | Móstoles                                                                                             | 59               | Leganés - Fuenlabrada                                                                    | M-409 M-407          |                                   |
|          | | 60               | Madrid - Toledo - Badajoz                                                                | R-5                  |                                   |
|          | Mérida - Badajoz - Portugal                                                                          | 62               | Mérida - Badajoz - Portugal                                                              | E-90 A-5             |                                   |
|          | | 63               | Móstoles                                                                                 |                      |                                   |
|          | Villaviciosa - Centro Comercial - Brunete                                                            | 64               |                                                                                          |                      |                                   |
|          | | 65               | Villaviciosa - Móstoles - Centro Comercial - Badajoz - Alcorcón - Madrid                 | M-506 E-90 A-5       |                                   |
|          | Área de Servicio La Atalaya                                                                          | -                | Área de Servicio La Atalaya                                                              |                      |                                   |
|          | Boadilla del Monte - Brunete - Villaviciosa                                                          | 69               |                                                                                          | M-513 M-501 M-40     |                                   |
|          | | 72               | Boadilla del Monte - Brunete - Villaviciosa                                              | M-513 M-501 M-40     |                                   |
|          | Túnel de Valdepastores 800 m                                                                         |                  | Túnel de Valdepastores 800 m                                                             |                      |                                   |
|          | Túnel de Boadilla 500 m                                                                              |                  | Túnel de Boadilla 500 m                                                                  |                      |                                   |
|          | Majadahonda - Villanueva de la Cañada - Pozuelo - Madrid                                             | 76               | Majadahonda - Boadilla del Monte - Villanueva de la Cañada - Pozuelo - Madrid            | M-503 M-516          |                                   |
|          | Majadahonda - Villanueva del Pardillo - Centro Comercial(Gran Plaza 2)                               | 79               |                                                                                          | M-509                |                                   |
|          | Las Rozas de Madrid - El Escorial                                                                    | 80               |                                                                                          | M-505                |                                   |
|          | Madrid - Parque empresarial Las Rozas - Centro de Ocio - Zona Comercial                              | 82               |                                                                                          | A-6                  |                                   |
|          | | 83               | Villanueva del Pardillo - Las Rozas de Madrid - El Escorial                              | M-505                |                                   |
|          | La Coruña Continúa por A-6                                                                           |                  | A-6                                                                                      | A-6                  |                                   |